# Martina Ambrosi (calciatrice)
Martina Ambrosi (Biella, 6 marzo 1994) è una calciatrice italiana, centrocampista della Biellese e già della Nazionale italiana Under-19.

## Caratteristiche tecniche
È una centrocampista interna che il tecnico Russo ha convertito ad esterna destra. È una giocatrice che può ricoprire tutti i ruoli del centrocampo riuscendo a giocare indistintamente sia a destra che a sinistra. Nel 4-3-3 può anche ricoprire il ruolo di attaccante esterno, mentre il tecnico Nicco complici gli infortuni nella stagione 2012/13 per alcune partite l'ha impiegata come terzino sinistro sfruttando la sua progressione per le sovrapposizioni.

## Carriera
Cresciuta nelle giovanili del Torino, nella stagione 2011/12 viene aggregata alla prima squadra guidata dal tecnico Licio Russo. L'esordio in serie A era però già avvenuto due stagioni prima contro la Torres in Sardegna agli ordini del tecnico Amendola. Dalla stagione 2012-13 è inserita stabilmente in prima squadra diventando la vice capitana della squadra. Con il Torino ha vinto un campionato Primavera nella stagione 2010-11 battendo in finale il Brescia.
Nel corso del calciomercato invernale 2013-2014 ha lasciato il Torino per trasferirsi all'Alba, che partecipava allo stesso girone A della Serie B 2013-2014. Ha disputato con l'Alba anche la Serie B 2014-2015, terminata con il secondo posto nella classifica del girone A. A fine stagione l'Alba non ha presentato la domanda di iscrizione al campionato di Serie B 2015-2016 e Martina Ambrosi, svincolata, è tornata a vestire la maglia granata del Torino.
Nell'estate 2016 ha trovato un accordo con la Novese per continuare a disputare il campionato di Serie B.
Dal 2019 milita nella Biellese.

## Palmarès

### Trofei giovanili
- Campionato Primavera: 1

Torino: 2010-2011